# Andrzej Birecki
Andrzej Bierecki (Birecki) herbu Gozdawa (zm. po 1609 roku) – sędzia ziemski przemyski w latach 1608–1609, podsędek przemyski w latach 1604–1607.
Sędzia kapturowy ziemi przemyskiej w 1587 roku. W 1607 roku był posłem na sejm z ziemi przemyskiej. Marszałek sejmiku w 1607 roku.. 